# Mense maio

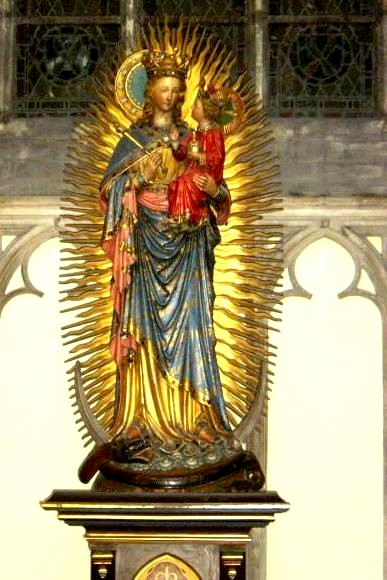
Mariabeeld in Lier

Mense Maio (Latijn voor De Meimaand) is de titel van een encycliek, op 29 april 1965 uitgevaardigd door paus Paulus VI, met als ondertitel Over het gebed om Vrede tijdens de Meimaand.

## Achtergrond
De maand mei is - sinds de middeleeuwen - in de Katholieke Kerk de Mariamaand. Daarnaast kent de Kerk de door paus Pius V, na de Slag bij Lepanto ingestelde oktobermaand als maand van de Rozenkrans. In de aprilmaand van 1965 dacht paus Paulus na over de noden van de Kerk en bezag hij hoe het  gesteld was met de wereldvrede en zag daarin aanleiding om alle christenen op te roepen tot een gezamenlijk gebed.

## De encycliek
Paulus wil in deze encycliek de traditionele Mariamaand verbinden aan het bidden om twee zaken die hem nauw aan het hart gaan. Zijn eerste zorg betreft het Tweede Vaticaans Concilie, omdat dit - de Kerk confronteert met het enorme probleem van een juiste aanpassing aan de moderne tijd. Hierna brengt de paus de taken te berde die nog wachtten voor de laatste zittingsperiode van het Concilie. Voor het grote werk dat ons nog wacht wilde de paus zijn vertrouwen stellen in Maria, die hij - bij de sluiting van de laatste periode van het Concilie had uitgeroepen tot Moeder der Kerk. Hij deed dat zonder terughoudendheid, want - aldus Paulus - Zij, die ons vanaf het begin van het Concilie met liefdevolle zorg heeft bijgestaan, zal ons zeker haar welwillende bijstand blijven schenken tot aan de voltooiing van het werk.
Paulus' tweede zorg betrof de wereldvrede. Ongetwijfeld had Paulus hierbij de steeds grotere spanningen in het Vietnam-conflict op het oog. Evenzeer leek hij te doelen op de wapenwedloop. Hij sprak zijn vrees uit dat de conflicten zouden uitgroeien tot een bloedige oorlog en riep de wereldleiders op niet doof te blijven voor het eensgezinde verlangen van de mensheid die de vrede wil, en al het mogelijke te doen om de bedreigde vrede te bewaren.
Hierna stelde de paus dat de vrede niet alleen het werk van mensen is, maar vooral een geschenk van God. Dit geschenk wordt - aldus de paus - niet zomaar gegeven: Wij moeten daarom deze kostbare gave trachten te verkrijgen door het gebed, door een vurig en ijverig gebed, zoals dat altijd kenmerkend is geweest voor de Kerk vanaf het begin; door een gebed, waarin wij onze toevlucht nemen tot de Heilige Maagd Maria, de Koningin van de Vrede, om haar voorspraak en bescherming.
Hierna riep de paus op om in de maand mei vooral tot Maria te bidden voor deze intenties.

## Vervolg
Ruim een jaar later zou paus Paulus een vergelijkbare oproep doen met de encycliek Christi Matri Rosarii.